# Міжарка
Міжарка (рум. Mijarca) — село у повіті Мехедінць в Румунії. Входить до складу комуни Прунішор.
Село розташоване на відстані 253 км на захід від Бухареста, 20 км на схід від Дробета-Турну-Северина, 77 км на захід від Крайови.

## Населення
За даними перепису населення 2002 року у селі проживали 79 осіб, усі — румуни. Усі жителі села рідною мовою назвали румунську.